# دافنا ديكل
دافنا ديكل (بالعبرية: דפנה דקל‏) هي مقدمة تلفزيونية ومغنية وممثلة إسرائيلية، ولدت في 7 مايو 1966 في إسرائيل.

## وصلات خارجية
- دافنا ديكل على موقع IMDb (الإنجليزية)
- دافنا ديكل على موقع ميوزك برينز (الإنجليزية)
- دافنا ديكل على موقع ميوزك برينز (الإنجليزية)
- دافنا ديكل على موقع أول ميوزيك (الإنجليزية)
- دافنا ديكل على موقع ديسكوغز (الإنجليزية)
- دافنا ديكل على موقع قاعدة بيانات الفيلم (الإنجليزية)